# Meda (cantante)
Meda, pseudonimo di Mehedin Përgjegjaj (Pristina, 15 giugno 1980), è un cantante kosovaro.
Inizia la sua carriera firmando un contratto con la casa discografica albanese Emracom, nel 2000. La sua canzone che ha avuto più successo è Kuq E Zi, brano patriottico eseguito coi cantanti albanesi Seldi Qalliu e Sinan Hoxha, che su YouTube ha raggiunto 29 milioni visualizzazioni. Meda vive a Stoccarda e in Kosovo. È anche il proprietario della squadra di calcio Klubi Futbollistik Hajvalia.

## Discografia

### Album
- Biondin (2000)
- Ku Je Ti (2001)
- Hajde me mu (2004)
- Ah dashni (2005)
- Pendohu (2006)
- Mollë e ndaluar (2007)
- As kafe as llafe (2008)
- Kur e don, e don (2009)
- Mos gabo (2010)
- Lamtumirë (2011)
- O marak (2012)
- Llokum (2013)
- Ai Plumb... (2014)
- Hallall (2015)

### Singoli
- 5 Minuta (2004)
- Pavarsia Më Lot Sy (2008)
- Happy  (2017).